# Миколаївська церква (Сваркове)
Миколаївська церква — кам'яний храм в селі Сваркове Глухівського району Сумської області, настоятелем якого є протоієрей Георгій Шутко. Є пам'яткою архітектури національного значення з реєстраційним номером 54-Н/0.

## Історія
Будівництво церкви було розпочате у 1743 році на замовлення та кошт Марковича Якова Андрійовича — власника села генерального підскарбія, та завершене 1757 року (за іншими даними будівництво було завершене 1747 року).
У 1813 році церкву було відремонтовано, а у 1820-х роках до нех із західного боку прибудували притвор з невисокою двоярусною дзвіницею в ампірному стилі. Останній ремонт храму був завершений у 1998 році.

## Опис

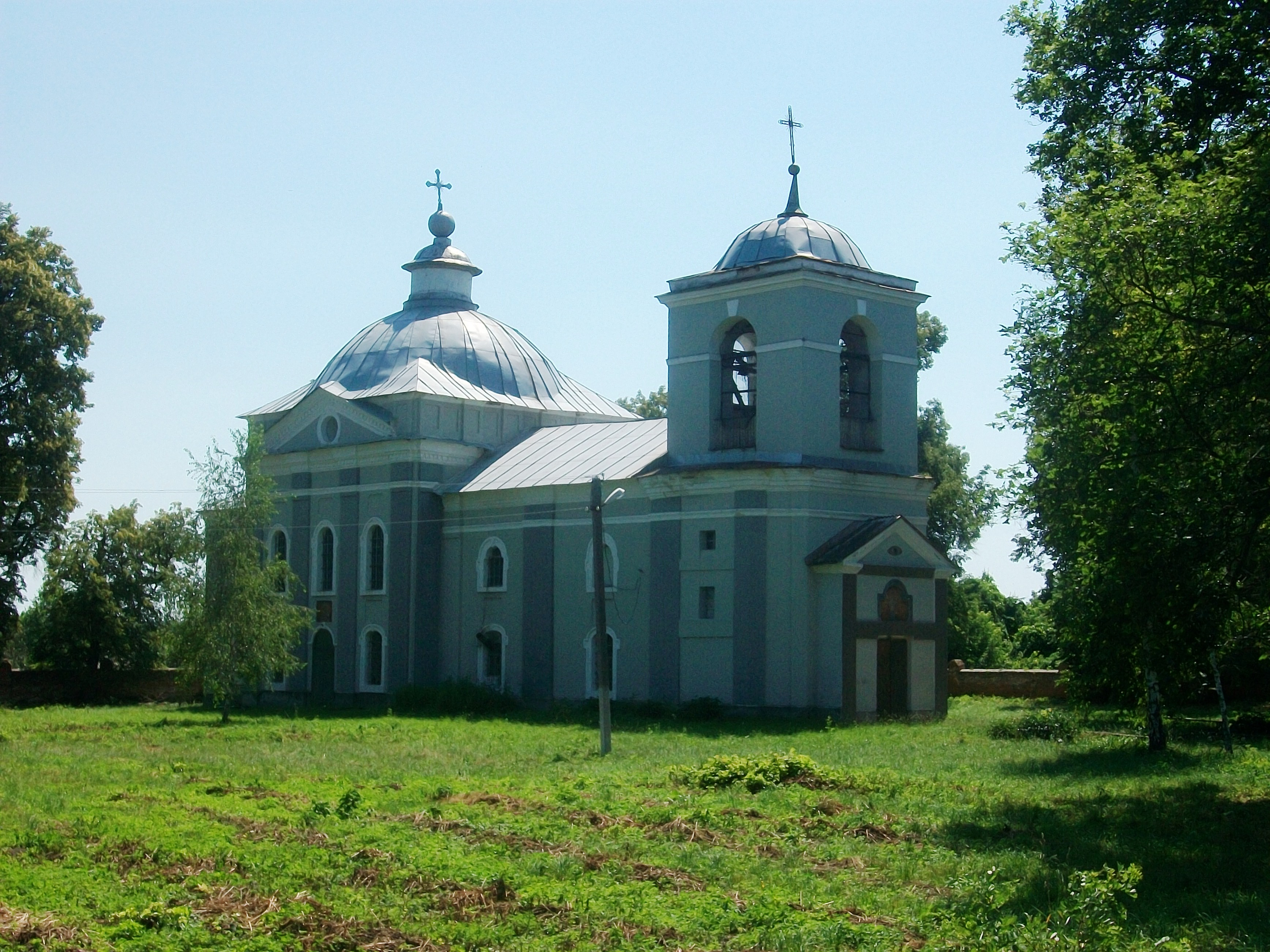
Вигляд церкви з північного заходу

Миколаївська церква розташована в центрі села та є його головною архітектурною домінантою. По периметру храм обнесений кам'яною огорожею, що й утворює церковний двір з високими старими деревами. З північного боку церкви знаходяться надгробні мармурові плити спадкоємців А. М. Марковича — Марковича Пармена Андрійовича та Маркович (Трифановська) Уляни Семенівни.

### Архітектура
Церква збудована з місцевої цегли на вапняно-піщаному розчині та стоїть на цегляних стрічкових фундаментах.
З півдня до вівтаря прилягає низенька прямокутна в основі ризниця. Нава ширша та вища за вівтар і бабинець, перекрита глухим сферичним куполом, який завершується приплюснутою банею з глухим ліхтарем і маківкою. Вівтар і бабинець перекриті напівлотковими склепіннями, приміщення в першому ярусі дзвіниці — хрестовим склепінням. Приміщення між дзвіницею і бабинцем має плоску стелю по дерев'яних балках. Вікна — з арочними та лучковими (круговими) перемичками розміщені в два яруси.
Дзвіниця храму належить до типу «четверня на четверику». У її верхньому ярусі за сторонами світу прорізані арочні отвори дзвонів. Вінчає дзвіницю невисока сферична баня.